# DORONJO / ドロンジョ
『DORONJO / ドロンジョ』は、タツノコプロ創立60周年記念ドラマとして、2022年10月7日から12月16日までWOWOWプライムの「WOWOWオリジナルドラマ」で放送されたテレビドラマ。主演はWOWOW連続ドラマ初出演・初主演となる池田エライザ。

## 概要
テレビアニメ「タイムボカンシリーズ ヤッターマン」を原作とするが、本作ではドロンジョになる前の泥川七音が自らの存在価値を見出せる唯一の場所である真剣勝負の闘いの場で、貧しい環境の中で自らの身体を酷使していく姿を描く。
池田は同時期に日本テレビ系で放送されている『祈りのカルテ 研修医の謎解き診察記録』にもヒロインとして出演しており、10月29日より両ドラマのコラボCMも放送されている。

## キャスト

### 主要人物
泥川七音（どろかわ なお）
演 - 池田エライザ（幼少期:太田結乃）
本作の主人公。貧しい環境の中、自らの存在価値を見出すために真剣勝負の闘いの場に身を投じる。幼い頃から父・正治のスパルタ教育でボクシング一筋に生きてきた。愛花との試合に勝ち日本代表の座が確実となったが、直後に轢き逃げに遭い左脚を失ってしまう。手術後、障害年金の手続きに役所に出向き、自分が正治の実の娘ではないことを知る。幼い頃の記憶がない。本名：躑躅我七音（つつじがの どれみ）。
聖川愛花（ひじりかわ あいか）
演 - 山崎紘菜
岡本大学大学院生。ミスコンで優勝経験もあるインフルエンサー。七音とはアマチュアボクシングで日本代表を競うライバル関係だったが、七音の事故で日本代表に選ばれる。のちに「ヤッターマン2号」となる。
高岩田ガン（たかいわだ がん）
演 - 金子大地
愛花の幼馴染。犯罪被害者を救うNPO団体の代表。のちに「ヤッターマン1号」となる。
飛悟（ひゅーご）
演 - 矢本悠馬（幼少期:増山竣大）
裏社会で生きる青年。交通事故で左足を失った七音に、自作の義足を与える。幼い頃、躑躅我家で育っている。のちに「ドロンジョ一味」のボヤッキーとなる。
匠苑（しょーん）
演 - 一ノ瀬ワタル （幼少期:東原武久都）
飛悟と行動をともにする青年。幼い頃、躑躅我家で育っている。怪力を活かして、いざという時の七音の盾となる。のちに「ドロンジョ一味」のトンズラーとなる。
瑛磨（えーす）
演 - 田中俊介
裏社会で生きる飛悟、匠苑と行動を共にする謎の男性。

### 周辺人物
軍沢（ぐんさわ）
演 - 古田新太
刑事。七音が左足を失った事件を捜査する。
聖川誠一郎（ひじりかわ せいいちろう）
演 - 高橋和也
愛花の父。大手財閥の社長。社会貢献活動にも従事する。
泥川正治（どろかわ まさはる）
演 - 平山祐介
七音の父で泥川ジム経営者。七音にボクシングを仕込む。実は七音の叔父。
躑躅我鸞（つつじがの らん）
演 - 霧島れいか
七音を手放した実母。正治の姉。
躑躅我詩音（つつじがの しおん）
演 - 近藤芳正
七音の実父。鸞の夫。

### ゲスト
第1話
- 長尾慎二（愛花の熱烈なファン） - 小久保寿人（第2話・第6話・第7話・第9話 - 最終話）
- 布部善行（プロモーター） - 池田良（第5話 - 第7話）
- 伊沢（愛花のトレーナー） - 荒川泰次郎（第2話 - 第6話）

第2話
- 宮崎（七音の担当看護師） - 内田慈（第3話・第4話）
- 常滑（七音の担当医） - 黒田大輔（第3話）
- 刑事（軍沢と共に捜査にあたる若手刑事） - 東ヨシアキ（第6話）

第3話
- 理学療法士（七音のリハビリ担当） - 田村健太郎（第4話）
- 少女（正治からボクシングの指導を受ける少女） - 浅田芭路

第4話
- 美優（愛花のファン・犯罪被害者） - 田中乃愛（第5話 - 第8話）

第5話
- 橘（瑛磨らに違法な仕事を斡旋している男） - 大迫茂生（第7話・第8話）

第6話
- 携帯電話アナウンス - 宮脇美咲

第7話
- 安藤テルノブ（七音と対戦する地下格闘家） - 阿見201
- アナウンス（地下格闘技の実況アナウンサー） - 横内洋樹
- 小恋（ちゃこ・地下格闘技の撮影スタッフ・親からのDVで聴覚に障害がある） - 宝辺花帆美（第8話 - 最終話）
- ツボマコト（地下格闘家） - 坪谷隆寛
- 地下格闘家（ツボの対戦相手） - 水元まこと

第8話
- ホームレス（美優を攫おうとする男） - 中山祐太
- カップルの男性（小恋に頼まれ写真を撮ってあげる） - 西小野綾太

第9話
- インフルエンサー - Vanessa
- ヤッター1メンバー（スリを働いた小恋を連行する） - 村尾珠果（第10話・最終話）

第10話
- 医師（瑛磨が連れていかれた医院の医師） - 加瀬信行
- 警官（長尾慎二が警官だった頃の上司） - 地曳豪（声の出演）

最終話
- ニュースキャスター - 宮脇美咲（声の出演）
- インタビュアー - あいだあい

## スタッフ
- 原作 - 「タイムボカンシリーズ ヤッターマン」（1977年制作）（タツノコプロ）
- 脚本 - 喜安浩平、内藤瑛亮、大塩哲史、佐東みどり
- 監督 - 内藤瑛亮、横尾初喜
- 音楽 - 有田尚史
- プロデューサー - 山田雅樹、小林祐介、星野恵
- 制作協力 - dub
- 製作著作 - WOWOW、AX-ON

## 放送日程
| 各話          | 放送日   | サブタイトル | 脚本                | 監督     |
| ------------- | -------- | ------------ | ------------------- | -------- |
| EPISODE1      | 10月07日 | 再戦         | 喜安浩平 内藤瑛亮   | 内藤瑛亮 |
| EPISODE2      | 10月14日 | 義足         | 喜安浩平 内藤瑛亮   | 内藤瑛亮 |
| EPISODE3      | 10月21日 | 決別         | 喜安浩平 内藤瑛亮   | 横尾初喜 |
| EPISODE4      | 10月28日 | 愛憎         | 喜安浩平 内藤瑛亮   | 横尾初喜 |
| EPISODE5      | 11月04日 | 仲間         | 喜安浩平 内藤瑛亮   | 内藤瑛亮 |
| EPISODE6      | 11月11日 | 覚悟         | 喜安浩平 内藤瑛亮   | 内藤瑛亮 |
| EPISODE7      | 11月18日 | 覚醒         | 大塩哲史            | 横尾初喜 |
| EPISODE8      | 11月25日 | 前兆         | 大塩哲史            | 横尾初喜 |
| EPISODE9      | 12月02日 | 決壊         | 佐東みどり          | 横尾初喜 |
| EPISODE10     | 12月09日 | 悪人         | 大塩哲史            | 内藤瑛亮 |
| FINAL EPISODE | 12月16日 | 決着         | 佐東みどり 内藤瑛亮 | 内藤瑛亮 |

- WOWOWオンデマンドにて各月の初回放送終了後、同月放送分を一挙配信。